# Johnny Manziel
(en) Statistiques sur pro-football-reference
Jonathan Paul Manziel, dit « Johnny Manziel » et surnommé « Johnny Football », né le 6 décembre 1992 à Tyler, est un joueur professionnel américain de football américain et de football canadien qui évolue au poste de quarterback.
Il a évolué pendant deux années avec les Browns de Cleveland en National Football League (NFL), et par la suite avec les Tiger-Cats de Hamilton et les Alouettes de Montréal en Ligue canadienne de football (LCF).
Après un passage en Alliance of American Football en 2019 où il joue pour les Express de Memphis (en), il cesse ses activités professionnelles et rejoint en 2021 l'équipe semi-professionnelle de football américain en salle des Zappers évoluant au sein de la Fan Controlled Football (en).

## Biographie

### Jeunesse
Johnny Manziel naît le 6 décembre 1992 à Tyler dans le Texas de l’union de John Paul Manziel et Michelle, tous deux barmans. Son arrière-grand-père paternel, Bobby Manziel, est né en Syrie en 1908 avant d'émigrer aux États-Unis où il a fait fortune dans l'exploitation de champs pétrolifères jusqu’à posséder entre autres plusieurs banques, hôtels et journaux,.
Dans sa jeunesse, sa famille habite près du seizième trou d'un parcours de golf de Tyler avant de déménager à Kerrville,. Aisée, la famille joue des parties de quatre trous ensemble la majorité des après-midi, Johnny avec sa mère opposés à son père et sa sœur, Meri.
Jeune, Johnny Manziel esquive les cours et évite les problèmes par son charisme. Son père fait un pacte avec son fils et lui promet de lui acheter une voiture s'il ne boit pas d'alcool lors de ses deux dernières années lycéennes. Une nuit d'été, un agent de sécurité sent l'alcool du mineur venu dans un magasin Walmart pour acheter un chargeur de téléphone, et appelle la police qu'il amène l’adolescent en cellule. Jugé, il est finalement sanctionné à dix heures de travail d'intérêt général.
Alors que toutes les universités doutent de sa taille, seuls les Ducks de l'Oregon de Chip Kelly semblent intéressés pour recruter le quarterback. Avec le coordinateur offensif de son lycée, Julius Scott, il apprend à regarder loin et à mieux identifier les défenses adverses, ce qui lui permet d'être récompensé meilleur quarterback de l’État du Texas. Les Aggies de Texas A&M remarquent le joueur local et assistent à une performance de 503 yards et quatre touchdowns du lycéen qui les persuadent de lui offrir une bourse universitaire. Malgré les nombreuses lettres manuscrites de l’entraîneur principal des Ducks, Manziel choisit de rester proche de sa famille et opte pour le campus de l'université A&M du Texas.

### Carrière universitaire

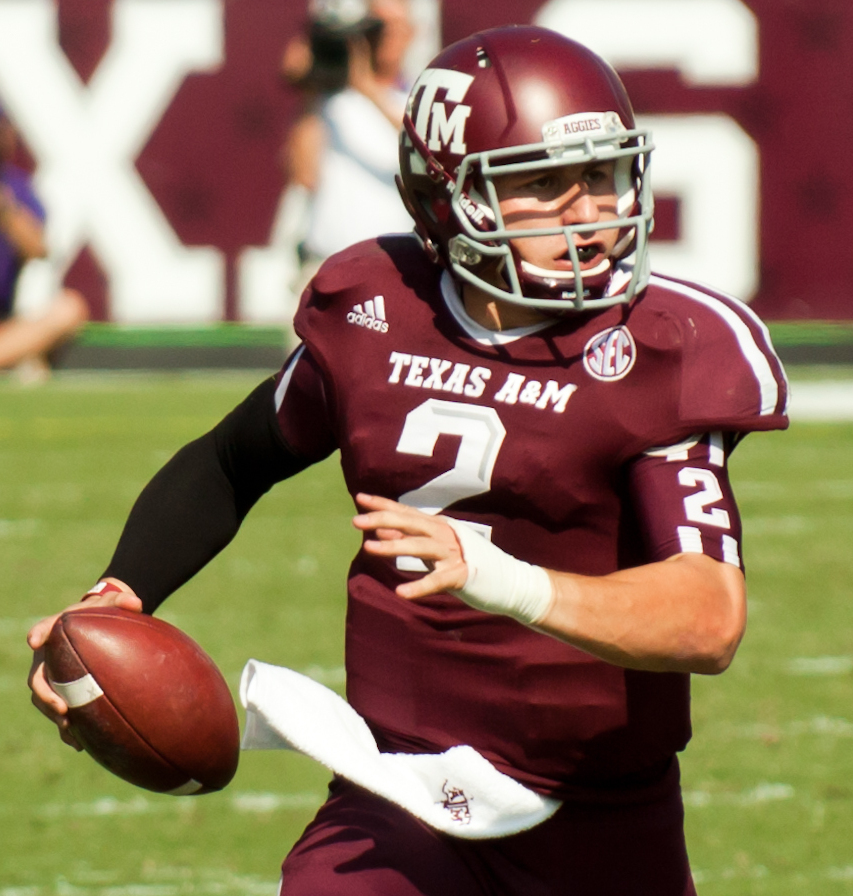
La légende de Johnny Football s'écrit sous les couleurs des Aggies de Texas A&M (ici en octobre 2012 contre les Tigers de LSU).

Lors de la saison 2011, le jeune quarteback texan reste sur le banc de touche et prend de l'expérience avec le statut de redshirt dans l'équipe dirigée par Mike Sherman. Lors du camp d'entraînement au début de la saison 2012, le débutant est en concurrence pour la place de titulaire des Aggies de Texas A&M avec Jameill Showers, Matt Joeckel et Matt Davis après le départ de Ryan Tannehill pour la National Football League. En juin, Johnny Manziel est arrêté lors d'une bagarre à l’extérieur d'un bar de College Station, donne une fausse carte d'identité à la police et est trop ivre pour répondre aux questions qui lui sont posées,. Début août, il est nommé titulaire et devient le premier quarterback freshman, de première année, à débuter pour les Aggies depuis Stephen McGee en 2005.
En novembre, Manziel s'illustre contre les Crimson Tide de l'Alabama, équipe universitaire championne en titre, invaincue et classée no 1 du pays, en passant pour 253 yards et en courant pour 92 yards dans une victoire 29 à 24, surprenant la défense adverse par sa capacité à prolonger les actions offensives de son équipe à la course. Trop confiants, les joueurs de l’Alabama sont surpris en début de match, le score est de 20 à 0 à l'avantage des coéquipiers de Manziel après le premier quart-temps qui, aidés par leur public, arriver à conserver leur avantage au coup de sifflet final.
Après la victoire contre Alabama, Manziel devient une vedette et ses sorties en public deviennent difficiles car il se fait constamment demander des autographes. Le joueur devient scruté, suivi, tout alimente la légende du phénomène de la saison comme la photographie d'identité judiciaire de son arrestation plus tôt dans l'année sur laquelle il est torse nu. Son assistant et manager, Nate, accuse Texas A&M d'alimenter les histoires, positives et négatives, autour de leur vedette pour avoir une plus grande présence médiatique. Ses parents, qui dénoncent l'utilisation de l'image de son fils par l'université pour générer des revenus, recrutent des gardes de sécurité privée pour encadrer Johnny.
Au terme de la saison régulière, Johnny Football guide les Aggies à un bilan de dix victoires pour deux défaites. Il devient le premier joueur freshman (première année universitaire) à remporter le trophée Heisman. Il reçoit également d'autres distinctions comme le Davey O'Brien Award et le Manning Award. Après la victoire de Texas A&M contre les Sooners de l'Oklahoma lors du Cotton Bowl, Manziel gagne son premier Bowl.
Pour la premier match de sa deuxième saison universitaire, Johnny Manziel est suspendu en première mi-temps pour avoir été rémunéré pendant l'été pour des sessions d'autographes interdites par le règlement de la NCAA,. Ayant accumulé plus de 3 400 yards à la passe, couru pour près de 1 200 yards et inscrit un total de 43 touchdowns, il est un des joueurs offensifs les plus impressionnants de la saison 2013-2014, notamment en vertu de son jeune âge.

### Carrière professionnelle

#### Browns de Cleveland (2014-2016)

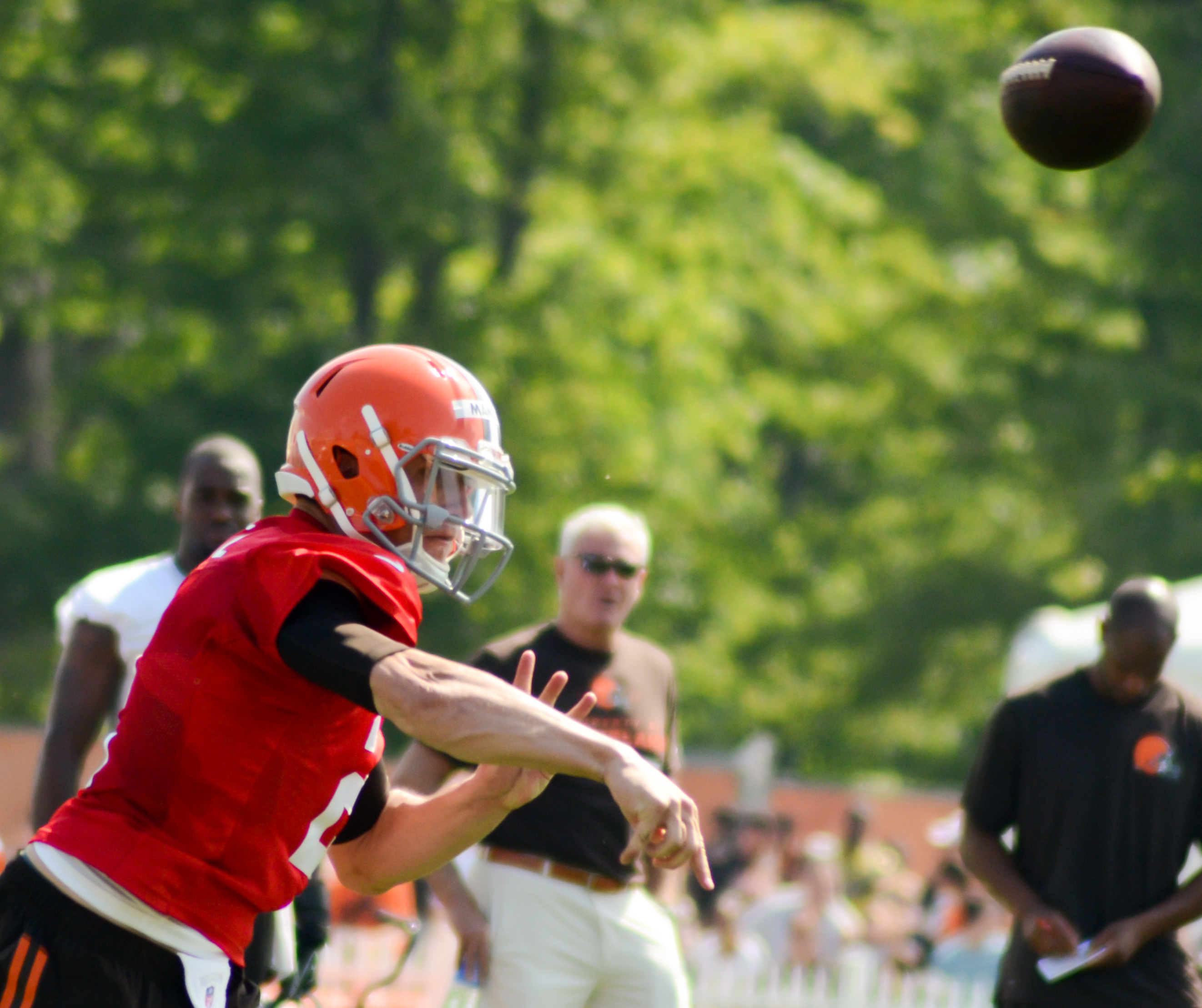
Casque orange, Manziel est attendu lors du camp d'entraînement 2014 comme le futur quarterback vedette des Browns de Cleveland après sa sélection au premier tour.

Johnny Manziel est sélectionné en 22e position par les Browns de Cleveland lors du 1er tour de la draft 2014 de la NFL, un choix soutenu par le propriétaire de la franchise, Jimmy Haslam. Ce choix de sélection est acquis par les Browns après un échange avec les Eagles de Philadelphie à qui ils envoient le choix de 26e position et un choix de troisième tour, en 83e position,. Un mois plus tard, Manziel est également sélectionné comme joueur de baseball en 837e position par la franchise des Padres de San Diego lors du 28e tour lors de la draft 2014 de la MLB.
Sans surprise, Manziel poursuit sa carrière dans le football américain. Les attentes sont importantes pour Johnny Football dont la popularité aide les Browns de Cleveland à vendre des abonnements annuels et des maillots dans les heures qui suivent sa sélection. Dès ses premiers jours dans les rangs des Browns, une virée à Las Vegas étonnent les suiveurs de la franchise qui le questionnent sur ses habitudes festives. Après le camp d'entraînement avec les Browns, le jeune talent est annoncé en tant que remplaçant de Brian Hoyer pour le début de la saison NFL.

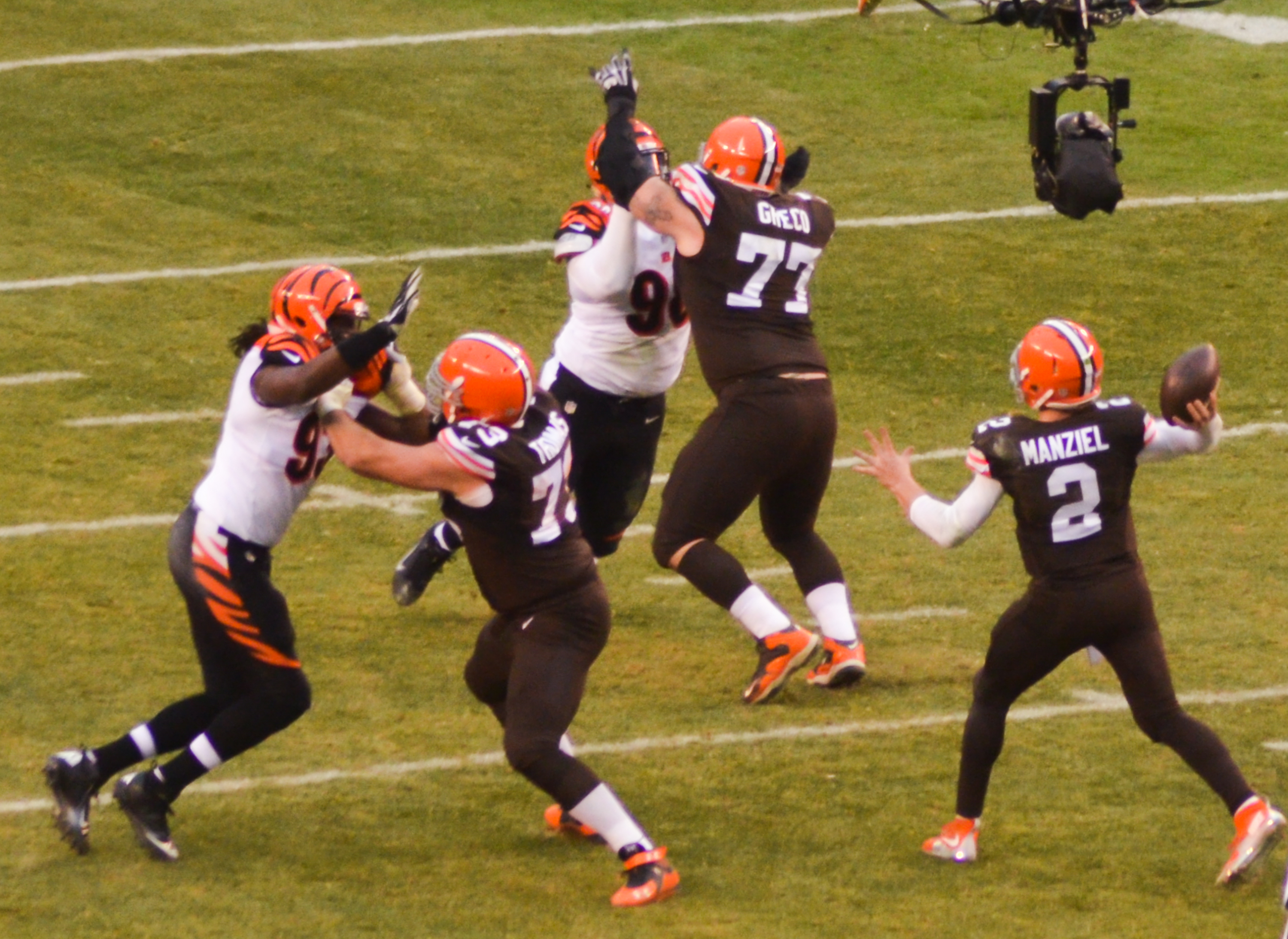
Johnny Manziel (no 2, à droite) à la passe sous le maillot des Browns de Cleveland en décembre 2014.

Il participe à cinq matchs des Browns lors de sa première année. En novembre, le jeune joueur est impliqué dans une dispute à deux heures du matin dans un hôtel de Cleveland pour laquelle la police est appelée. Après sa première saison dans la ligue, Johnny Manziel passe dix semaines en cure de désintoxication. Le club se dit publiquement surpris et déçu de l'attitude du jeune joueur qui fait la fête en continu, avec des célébrités comme Justin Bieber ou Drake.
En 2015, il joue lors de dix matchs, dont 6 comme titulaire. Cependant, son comportement hors du terrain lui cause des problèmes et il est laissé sur le banc une partie de la saison.
Accusé d'agression par son ancienne conjointe, Colleen Crowley, après la fin de la saison 2016, Johnny Manziel voit son agent Erik Burkhardt le quitter en février puis les Browns de Cleveland le libérer de son contrat en mars. Se retrouvant sans club, l'agent Drew Rosenhaus lui propose ses services mais sans réponse à son ultimatum de cinq jours pour que le joueur se fasse soigner et le voyant faire la fête sans retenue au Festival de Coachella, il l'abandonne à son tour quelques semaines plus tard.
En 2020, dans un podcast lors duquel il revient sur sa période avec les Browns de Cleveland, Johnny Manziel déclare qu'il était trop investi dans sa deuxième vie et pas assez sur le terrain lors de ses deux années avec les Browns et qu’il regrette d'avoir gâché une partie de la carrière de joueurs comme Joe Thomas par négligence.

#### Absent des terrains (2016-2018)
En juin 2016, après un accident de voiture à Dallas, son père déclare publiquement que Johnny Football est toxicomane et qu’il espère voir son fils « faire un passage en prison pour sauver sa vie » après s'être évadé d'un centre de désintoxication plus tôt dans l'année. Une semaine plus tard, le joueur de football américain est suspendu quatre matchs par la NFL pour une violation du règlement de la ligue contre les substances interdites. En perdition, aucune équipe n’envisage de le recruter, il n'a plus d'agent et ses parents ont du mal à le contacter.
En janvier 2017, Johnny Manziel se déclare sobre et avoir arrêté toute consommation d'alcool et drogues. Le 10 mars 2017, il se fiance avec la mannequin américaine Bre Tiesi qu'il épouse en mars 2018 lors d'une cérémonie privée,. Séparé au début de l'année 2019, le couple divorce en décembre.
Lors d'une interview en février 2018, Manziel parle de ses problèmes personnels et déclare avoir été diagnostiqué d'un trouble bipolaire,. Il déclare également s'être médicamenté avec de l'alcool parce qu'il croyait que cela le rendait heureux et l'aidait à sortir de la dépression.

#### Relance au Canada (2018-2019)
Après de longues négociations entamées en août 2017 et deux bons matchs en Spring League, Manziel signe en mai 2018 un contrat de deux ans avec les Tiger-Cats de Hamilton évoluant en ligue canadienne de football. Néanmoins, il reste sur le banc lors des six premiers matchs de la saison régulière et le 22 juillet 2018, il est échangé aux Alouettes de Montréal contre le wide receiver Chris Williams (en), le linebacker Jamaal Westerman et deux choix de premier tour de draft (en 2020 et en 2022). Y ayant initialement été aligné comme titulaire, il subit une commotion qui l'envoie sur le banc pendant un mois. Il termine mieux la saison et comptabilise 1 290 yards et 5 TDs à la passe pour 7 interceptions en huit matchs. La presse canadienne ayant constamment parlé de lui au cours de la saison 2018, il reçoit le trophée du CFL.ca's Newsmaker of the Year.
Manziel aurait dû entrer en compétition avec Antonio Pipkin et Vernon Adams pour le poste de quarterback titulaire pour la saison 2019 de la LCF mais le 27 février, la LCF annonce que Manziel a violé les termes de son contrat ce qui le rend inéligible pour jouer au sein de la ligue. Il est dès lors libéré par les Alouettes.

#### Tentative en AAF (2019)
En mars 2019, Johnny Manziel rejoint l'Alliance of American Football (AAF), une nouvelle ligue américaine qui tente de concurrencer la National Football League. L'objectif de l'AAF est de faire de l'ancien vainqueur du trophée Heisman l'une des attractions de la ligue pour sa saison inaugurale. Le nouveau joueur est réclamé par les Express de Memphis (en) après que les Commanders de San Antonio aient passé leur tour. Une semaine après sa signature, Manziel joue sa première rencontre d'AAF et réussit trois passes en cinq tentatives dans une victoire en prolongation de son équipe. Le 30 mars, le quarterback est touché à la tête d'un coup de genou par un adversaire qui tente de le plaquer lors de la rencontre contre les Apollos d'Orlando (en).
Le 2 avril 2019, après huit semaines de compétition, l'AAF cesse ses activités pour des raisons financières,. Manziel n'a joué que deux rencontres en AAF, aucune en entier, lors de la clôture de la ligue, et déclare publiquement ne pas porter plainte contre l'AAF pour le non-paiement des salaires restants sur les contrats.

#### Vedette de la Fan Controlled Football (2020-)
Le 30 décembre 2020, Manziel signe avec la Fan Controlled Football (en), une nouvelle ligue de football américain en salle. Il est assigné aux FCF Zappers (en), une équipe dont un de ses amis, Bob Menry, est un des deux propriétaires. Il explique qu'il a rejoint cette ligue par ennui et déclare qu'il ne trouve plus d'intérêt à jouer au football américain professionnel. Manziel joue avec parcimonie pour les Zappers et rate le match de la 3e semaine à la suite de problèmes dentaires. Réalisant un mauvais match, il est remplacé au cours de la demi-finale des séries éliminatoires 2021. Le 25 mars 2022, Manziel annonce poursuivre sa carrière en FCF dans un rôle de joueur-entraîneur.

## Statistiques
| Année       | Équipe              | Statut      | MJ |         | Passes   | Passes | Passes | Passes | Passes | Passes | Passes  |       | Courses | Courses | Courses | Courses |
| Année       | Équipe              | Statut      | MJ | Tentées | Réussies | Pct.   | Yards  | TD     | Int.   | Éval.  | Tentées | Yards | Moy.    | TD      |         |         |
| 2012        | Aggies de Texas A&M | Fr.         | 13 | 434     | 295      | 68,0   | 3 706  | 26     | 09     | 155,3  | 201     | 1 410 | 7,0     | 21      |         |         |
| 2013        | Aggies de Texas A&M | So.         | 13 | 429     | 300      | 69,9   | 4 114  | 37     | 13     | 172,9  | 144     | 0749  | 5,3     | 09      |         |         |
| Totaux NCAA | Totaux NCAA         | Totaux NCAA | 26 | 863     | 595      | 68,9   | 7 820  | 66     | 22     | 164,1  | 345     | 2 169 | 6,3     | 30      |         |         |

| Année      | Équipe              | MJ |         | Passes   | Passes | Passes | Passes | Passes | Passes | Passes  |       | Courses | Courses | Courses | Courses |
| Année      | Équipe              | MJ | Tentées | Réussies | Pct.   | Yards  | TD     | Int.   | Éval.  | Tentées | Yards | Moy.    | TD      |         |         |
| 2014       | Browns de Cleveland | 05 | 035     | 018      | 51,4   | 0175   | 0      | 2      | 42,0   | 09      | 029   | 3,2     | 1       |         |         |
| 2015       | Browns de Cleveland | 10 | 223     | 129      | 57,8   | 1 500  | 7      | 5      | 79,4   | 37      | 230   | 6,2     | 0       |         |         |
| Totaux NFL | Totaux NFL          | 15 | 258     | 147      | 57,0   | 1 675  | 7      | 7      | 74,4   | 46      | 259   | 5,6     | 1       |         |         |

| Année      | Équipe                 | MJ  |         | Passes   | Passes | Passes | Passes | Passes | Passes | Passes  |       | Courses | Courses | Courses | Courses |
| Année      | Équipe                 | MJ  | Tentées | Réussies | Pct.   | Yards  | TD     | Int.   | Éval.  | Tentées | Yards | Moy.    | TD      |         |         |
| 2018       | Tiger-Cats de Hamilton | 06* | -       | -        | -      | -      | -      | -      | -      | -       | -     | -       | -       |         |         |
| 2018       | Alouettes de Montréal  | 8   | 165     | 106      | 64,2   | 1 290  | 8      | 7      | 80,6   | 29      | 215   | 7,4     | 0       |         |         |
| Totaux CFL | Totaux CFL             | 14  | 165     | 106      | 64,2   | 1 290  | 8      | 7      | 80,6   | 29      | 215   | 7,4     | 0       |         |         |

Note : * Réserviste, il n'est pas monté au jeu pendant les 6 matchs. 
| Année         | Équipe | MJ |         | Passes   | Passes | Passes | Passes | Passes | Passes | Passes  |       | Courses | Courses | Courses | Courses |
| Année         | Équipe | MJ | Tentées | Réussies | Pct.   | Yards  | TD     | Int.   | Éval.  | Tentées | Yards | Moy.    | TD      |         |         |
| 7 avril 2018  | South  | 1  | 15      | 09       | 60,0   | 082    | 1      | 0      | -      | -       | -     | -       | 0       |         |         |
| 12 avril 2018 | South  | 1  | 16      | 10       | 62,5   | 188    | 0      | 1      | -      | -       | -     | -       | 2       |         |         |
| Totaux        | Totaux | 2  | 31      | 19       | 61,2   | 270    | 1      | 1      | -      | 0       | 0     | 0       | 2       |         |         |

| Année | Équipe             | MJ |         | Passes   | Passes | Passes | Passes | Passes | Passes | Passes  |       | Courses | Courses | Courses | Courses |
| Année | Équipe             | MJ | Tentées | Réussies | Pct.   | Yards  | TD     | Int.   | Éval.  | Tentées | Yards | Moy.    | TD      |         |         |
| 2019  | Express de Memphis | 02 | 08      | 05       | 62,5   | 061    | 0      | 1      | 64,1   | 05      | 038   | 7,6     | 0       |         |         |

| Année      | Équipe            | MJ |                 | Passes          | Passes          | Passes          | Passes          | Passes          | Passes          | Passes          |                 | Courses         | Courses         | Courses | Courses |
| Année      | Équipe            | MJ | Tentées         | Réussies        | Pct.            | Yards           | TD              | Int.            | Éval.           | Tentées         | Yards           | Moy.            | TD              |         |         |
| 2021       | Zappers de la FCF | 3  | 27              | 14              | 51,8            | 133             | 1               | 0               | -               | 13              | 104             | 10,4            | 2               |         |         |
| 2022       | Zappers de la FCF | ?  | Saison en cours | Saison en cours | Saison en cours | Saison en cours | Saison en cours | Saison en cours | Saison en cours | Saison en cours | Saison en cours | Saison en cours | Saison en cours |         |         |
| Totaux FCF | Totaux FCF        | 3  | 27              | 14              | 51,8            | 133             | 1               | 0               | -               | 13              | 104             | 10,4            | 2               |         |         |

## Johnny Manziel dans la culture populaire
Manziel a un tatouage sur le poignet droit indiquant OVO (October's Very Own), label du rappeur Drake, ami proche du joueur. En avril 2014, Drake sort le morceau Draft Day dans lequel il fait référence à Manziel,,.
En 2023, Netflix consacre un épisode de la série documentaire L'Envers du sport : Une étoile filante du foot US (Untold en anglais) à Manziel.